# Grof Monte Cristo
Grof Monte Cristo (v izvirniku francosko Le Comte de Monte-Cristo) je pustolovski roman, ki ga je napisal francoski pisatelj Alexandre Dumas starejši.
Roman je sprva izhajal v publikaciji Le journal des débats med letoma 1844 in 1846. V knjižni obliki ima 117 poglavij. Je eden od najbolj prevajanih in branih romanov devetnajstega stoletja.
Zgodba se dogaja med letoma 1815 in 1838. Mlad marsejski mornar Edmond Dantes s svetlo prihodnostjo je po krivem obdolžen izdaje in brez sojenja vržen v zapor v utrdbi na otoku If, kjer je pozabljen. V zaporu od sozapornika izve o bogatem zakladu. Po 14 letih mu uspe zbežati iz zapora. Najde skriti zaklad in s pomočjo tega bajnega bogastva se prelevi v grofa Monte Cristo. Po več letih potovanja in načrtovanja se ta skrivnostni grof leta 1838 pojavi v Parizu z namenom, da se maščuje svojim sovražnikom, ki so medtem postali bogati in vplivni.